# Laminar Research
Laminar Research 是一家位于南卡罗来纳州哥伦比亚的小型软件公司，其致力于提供能准确反映物理定律的软件。该公司的旗舰产品是飞行模拟器 X-Plane。
2004年，Laminar Research发布了Space Combat软件。
2012年10月，Laminar Research 被Uniloc控告涉嫌专利侵权。
2017年5月，该公司发布了 X-Plane 11，这是他们的飞行模拟器中的主要版本。这一版本软件既有消费者版，也有美国联邦航空管理局认证的专业版本。